# Chasong
Chasŏng là một huyện (kun) (huyện) ở tỉnh Changan, Bắc Triều Tiên. Tọa độ là 41°27′39″B 126°38′29″Đ / 41,4608°B 126,6414°Đ. Huyện này nằm ngay phía nam biên giới Trung Quốc-Triều Tiên. 